# Hennadij Łychaczow
Hennadij Łychaczow (ukr. Геннадій Лихачов, ros. Геннадий Лихачев, Giennadij Lichacziow; ur. 1946 w Saratowie, Rosyjska FSRR) – ukraiński piłkarz, grający na pozycji napastnika.

## Kariera piłkarska

### Kariera klubowa
Wychowanek Szkoły Piłkarskiej w Saratowie. W 1967 został zaproszony do Karpat Lwów. 17 sierpnia 1969 strzelił pierwszą bramkę dla Karpat w meczu finałowym Pucharu ZSRR przeciwko klubowi SKA Rostów nad Donem. W 1978 przeszedł do Metalista Charków, w którym ukończył karierę piłkarską.

## Sukcesy i odznaczenia
- Mistrz Pierwoj Ligi ZSRR: (1x)

1970
- Zdobywca Pucharu ZSRR: (1x)

1969
- Nagrodzony tytułem Mistrz Sportu ZSRR w 1969.